# Brčak
Brčak (lat. Vulpia), nekadašnji biljni rod iz porodice trava kojemu je pripadalo dvadesetak vrsta jednogodišnjeg raslinja raširenog po znatnim dijelovima Europe, Azije, Afrike i Sjeverne i Južne Amerike.
Danas se vodi kao sinonim za rod Festuca Tourn. ex L.. Opisao ga je Carl Christian Gmelin 1805.
U Hrvatskoj također raste nekoliko vrsta, to su: mišji brčak (Festuca myuros, sin. V. myuros), Festuca ligustica (sin. V. ligustica), troprašnički brčak (Festuca fasciculata, sin. V. fasciculata), ovsikasti brčak ili slamica ( Festuca bromoides, sin. V. bromoides) i trepavičavi brčak (Festuca ambigua, sin. V. ciliata), primorska klasolika (Festuca unilateralis, sin. V. unilateralis), njezin bazionim je Triticum unilaterale L.. Latinski naziv roda klasolika je Nardurus, kamo je također bila svojevremeno klasificirana.
1. Vulpia alopecuros
2. Vulpia alpina
3. Vulpia antucensis
4. Vulpia australis
5. Vulpia brevis
6. Vulpia bromoides
7. Vulpia ciliata
8. Vulpia cynosuroides
9. Vulpia delicatula
10. Vulpia elliotea
11. Vulpia fasciculata
12. Vulpia fontquerana
13. Vulpia geniculata
14. Vulpia gracilis
15. Vulpia gypsophila
16. Vulpia ligustica
17. Vulpia litardiereana
18. Vulpia membranacea
19. Vulpia microstachys
20. Vulpia muralis
21. Vulpia myuros
22. Vulpia octoflora
23. Vulpia pectinella
24. Vulpia persica
25. ?Vulpia unilateralis